# Hieracium pseudanfractum
Hieracium pseudanfractum là một loài thực vật có hoa trong họ Cúc. Loài này được Dahlst. mô tả khoa học đầu tiên năm 1922.